# 天主教雅纳乌巴教区

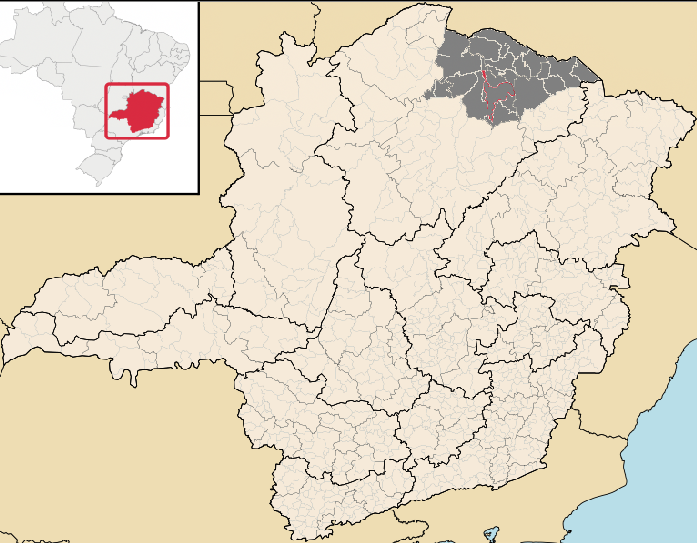
天主教雅纳乌巴教区

Regional CNBB Leste 2.

天主教雅納烏巴教區（拉丁語：Dioecesis Ianaubena）是巴西一個天主教教區，位於米納斯吉拉斯州北部，屬蒙蒂斯克拉鲁斯總教區。
教區成立於2000年7月5日，2006年有教友310,000人，佔總人口84.0%。有十一個堂區、司鐸二十人。
現任教區主教為羅勃·若瑟·達-西爾瓦，榮休主教為利則·格里諾·布魯薩蒂。